# Anisogomphus forresti
Anisogomphus forresti là loài chuồn chuồn trong họ Gomphidae. Loài này được Morton mô tả khoa học đầu tiên năm 1928.